# Peter Verhelst
Peter Roger Arthur Marcel Verhelst (Brugge, 28 januari 1962) is een veelvuldig gelauwerd Vlaams dichter, romancier en theatermaker.

## Levensloop
Verhelst debuteerde in 1987 met de dichtbundel Obsidiaan. Zijn eerste roman Vloeibaar harnas volgde in 1993. Hoewel hij binnen de literatuurwereld bij zijn debuut erkenning kreeg, bleef hij tot 1999 leraar algemene vakken in de Brugse hotelschool Ter Groene Poorte. Zijn grote doorbraak kwam in 2000 met zijn roman Tongkat, waarmee hij zowel de Gouden Uil, de Jonge Gouden Uil en de Driejaarlijkse Prijs van de Vlaamse Gemeenschap in België, als de F. Bordewijkprijs in Nederland won.  
Hij werkte vanaf 1997 samen met theaterregisseurs (Jan Ritsema, Luk Perceval, Ivo Van Hove, Johan Simons). En met Eric Joris, regisseur van immersief theatergezelschap Crew. 
Van 2006 tot 2018 was Verhelst als theaterregisseur verbonden aan NTGent. In 2009 werd hij als stadsdichter van Gent aangesteld, maar besliste hij met Gentenaars een dromenboek samen te stellen. Voor Kunstenfestival Watou was hij medecurator (voor poëzie) in 2020 en 2021. 
Voor zijn hele oeuvre won hij in 2018 de Sybren Poletprijs. Verhelst was de eerste winnaar van deze nieuwe prijs voor experimentele Nederlandstalige schrijvers. De jury prees Peter Verhelst als 'een magistrale oeuvrebouwer' en als 'de ontwerper van een literair labyrint dat blijft groeien in eenheid en verscheidenheid, waarin je eindeloos kunt dwalen, of een van de vele uitgangen kunt nemen, maar de eindbestemming nooit vindt'.
In 2021 ontving hij de Constantijn Huygensprijs voor zijn 'adembenemende oeuvre'. De prijs was 'een bekroning van de volgehouden inspanning van Peter Verhelst om te blijven zoeken naar alles wat zou kunnen zijn.'
In 2022 werd hij onderscheiden met de Arkprijs van het vrije woord. Volgens het Arkcomité van het Vrije Woord verdiende hij de prijs "omdat hij de grote uitdagingen van deze wereld in beroering – oorlog, klimaat, ongelijkheid, naijver – tracht te counteren met ongeremde schoonheid, verbondenheid en open discussie".
Verhelst publiceerde van 1991 tot 2016 bij uitgeverij Prometheus. Vanaf 2017 worden zijn boeken uitgebracht door de Bezige Bij.
Vanaf 2023 is Verhelst lid van het bestuur van PEN Vlaanderen.

## Werk

### Postmodernisme
Peter Verhelsts vroege poëzie en proza wordt over het algemeen gerekend tot het postmodernisme, meer bepaald de esthetische variant hiervan. De afwezigheid van een duidelijke verhaallijn, het overdadig gebruik van symbolen die uiteindelijk niks meer betekenen en een grote nadruk op het artificiële van de wereld waarin de romans zich afspelen dragen hieraan bij. In alle romans van Verhelst is er tevens een grote mate aan intertekstualiteit, wat betekent dat zijn boeken verwijzingen bevatten naar andere literatuur, kunst in het algemeen en de 'echte' (of extraliteraire) werkelijkheid. Opvallend is dat voornamelijk beeldende kunst een grote rol speelt in zijn werk. Zijn werk bevat vaak reflecties op het beeldende werk van o.a. Luc Tuymans, Thierry De Cordier, Dirk Braeckman, Lili Dujourie, Johan Tahon, maar ook op choreografieën van Anne Teresa De Keersmaeker en Wim Vandekeybus (met wie hij verscheidene keren samenwerkte). 
Dat beeldende is de kern van het oeuvre van Verhelst: beelden worden geordend tot een verhaal. 

### Estheticisme vs. ethiek
Critici hebben een uitspraak en tevens de kop van een artikel uit de Groene Amsterdammer vaak als een proeve van zijn estheticisme beschouwd: 'Op engagement zul je mij niet betrappen'. Ook Verhelsts bijzondere, poëtische taalgebruik heeft lange tijd bijgedragen tot de klassering van de auteur als estheticist. Zijn taalgebruik werd ook vaak 'lichamelijk' genoemd.
De roman Tongkat (1999), opgebouwd uit telkens andere versies van hetzelfde verhaal, verwees naar het problematische van waarheid, wat na de zaak Dutroux in België grote sporen naliet. De roman behandelde ook terrorisme en revolutie.
De roman Zwerm was, na de Golfoorlog, een soort encyclopedie van het geweld, niet toevallig bestaand uit 666 pagina's. 
Zowel in proza (Allerlaatste Caracara ter wereld, Geschiedenis van een berg) als in poëzie (Zon, 2050) krijgen maatschappij en maatschappijkritiek een prominente rol.  

## Politieke aspiraties
Medio april 2007  stelde hij zich verkiesbaar voor de federale verkiezingen van juni 2007 op een lijst van de partij Groen.

## Bekroningen
- 1989 - Provinciale Prijs West-Vlaanderen Poëzie voor Obsidiaan
- 1990 - Paul Snoekprijs voor Obsidiaan
- 1990 - Nieuwe Yangprijs voor OTTO
- 1998 - Dirk Martensprijs voor Verhemelte
- 1998 - Provinciale Prijs West-Vlaanderen Proza voor De Kleurenvanger
- 2000 - Provinciale Prijs West-Vlaanderen Drama voor Romeo en Julia – studie van verdrinkend lichaam
- 2000 - De Gouden Uil Literatuurprijs voor Tongkat
- 2000 - De Jonge Gouden Uil voor Tongkat
- 2001 - F. Bordewijkprijs voor Tongkat
- 2001 - Driejaarlijkse Cultuurprijs van de Vlaamse Gemeenschap – voorheen Staatsprijs – voor Tongkat
- 2001 - Taalunie Toneelschrijfprijs voor Aars!, samen met Luk Perceval
- 2002 - Provinciale Prijs West-Vlaanderen Novelle voor Memoires van een Luipaard
- 2002 - De Gouden Uil Publieksprijs voor Memoires van een Luipaard
- 2004 - Gedichtendagprijs voor een titelloos gedicht Heb door moerassen gewaad uit Alaska,
- 2008 - Jan Campertprijs voor Nieuwe Sterrenbeelden
- 2009 - Gedichtendagprijs voor 'Vaas' uit Nieuwe Sterrenbeelden
- 2009 - Herman de Coninckprijs 2009 voor Nieuwe Sterrenbeelden,
- 2009 - Boekenwelp voor Het Geheim van de Keel van de Nachtegaal, illustraties van Carll Cneut
- 2009 - Woutertje Pieterse Prijs voor Het Geheim van de Keel van de Nachtegaal, illustraties van Carll Cneut
- 2009 - De Gouden Uil Jeugdliteratuurprijs voor Het Geheim van de Keel van de Nachtegaal, illustraties van Carll Cneut
- 2009 - Gouden Griffel voor Het Geheim van de Keel van de Nachtegaal, illustraties van Carll Cneut
- 2009 - White Raven Special Mention voor Het Geheim van de Keel van de Nachtegaal, illustraties van Carll Cneut
- 2015 - Herman de Coninckprijs Beste dichtbundel voor Wij, totale vlam
- 2015 - Winner English Pen Award voor 'The Man I Became', de vertaling door David Colmer van 'Geschiedenis van een Berg'.
- 2016 - Ida Gerhardt Poëzieprijs voor Wij, totale vlam
- 2017 - Herman de Coninckprijs Beste dichtbundel voor Zing Zing
- 2017 - Herman de Coninckprijs Beste gedicht (Publieksprijs) voor Als je geen contact meer hebt met de dingen
- 2017 - Melopee Poëzieprijs Laarne voor het beste gedicht, verschenen in een tijdschrift, voor Leef, heb lief, dans , verdwaal, verschenen in de Dietsche Warande & Belfort[6]
- 2018 - de eerste Sybren Poletprijs, een prijs voor zijn hele oeuvre
- 2018 - Prijs van de Vlaamse Gemeenschap (Ultima Literatuur) voor Voor het vergeten[7]
- 2019 - Confituur Boekhandelsprijs voor Voor het vergeten
- 2020 - Awater Poëzieprijs voor Zon
- 2020 - School der Poëzie Jongerenprijs voor Zon
- 2021 - Constantijn Huygens-prijs voor zijn hele oeuvre.
- 2022 - Arkprijs van het vrije woord
- 2024 - De Grote Poëzieprijs voor Zabriskie

## Belangrijkste werken

### Poëzie
- Obsidiaan (1987)
- OTTO (1989)
- Angel (1990)
- Witte Bloemen (1991)
- Master (1992)
- De Boom N (1994)
- Verhemelte (1996)
- Verrukkingen (1997)
- Alaska (2003)
- Nieuwe Sterrenbeelden (2008)
- Zoo van het denken (2011)
- Wij totale vlam (2014)
- Zing Zing (2016)
- Koor, een keuze uit de poëzie (2017)
- Wat ons had kunnen zijn (2018)
- Zon (2019)
- 2050 (2021)
- Zabriskie (2023)

### Proza
- Vloeibaar harnas (1993)
- Het spierenalfabet (1995)
- De kleurenvanger (1996)
- Tongkat (1999)
- Zwellend fruit (2000)
- Memoires van een Luipaard (2001)
- Mondschilderingen (2002)
- Zwerm (2005)
- Huis van de Aanrakingen (2010)
- De allerlaatste caracara ter wereld (2012)
- Geschiedenis van een berg (2013)
- De Kunst van het crashen (2015)
- Voor het vergeten (2018)
- Lichamen (2022)

### Theater
- Maria Salomé (1997), regie Jan Ritsema
- Romeo en Julia (studie van een verdrinkend lichaam) (1998), regie Ivo Van Hove
- Red Rubber Balls (1999), choreografie Thierry Smits
- S*ckmyp (2000), muziek Eric Sleichim, video Peter Misotten
- AARS! (2000), regie Luk Perceval
- Scratching the inner fields (2001), regie Wim Vandekeybus
- Het sprookjesbordeel (2002), regie Peter Verhelst
- Blush (2002), regie Wim Vandekeybus
- Sonic Boom (2002), regie Wim Vandekeybus
- Philoctetes Fortify My Arms (2003), regie Eric Joris
- CRASH (2004), regie Eric Joris
- Richard III (2005), regie Johan Simons
- Edward II, Ed is dead forever yours (2007), regie Johan Simons
- Lex (2009), regie Peter Verhelst
- Julius Caesar (2010), regie Peter Verhelst
- Terra Nova (2011), regie Eric Joris en Stef De Paepe
- Medea (2011), regie Paul Koek
- Nero (2011), regie Peter Verhelst
- Africa (2013), regie Peter Verhelst
- Moby Dick (2013), regie Paul Koek
- Parsifal (2014), regie Peter Verhelst
- Arthur (2014), regie Paul Koek
- Hotel Malaria (2015), regie Peter Verhelst
- Liefde (2016), regie Peter Verhelst
- Koor (2017), regie Peter Verhelst

### Bibliofiel
- Eleganz (1988), met tekeningen van Johan Daenen
- Zodiac van het satijnen altaar (1991), met houtsneden van Jimi Dams
- Salomé (1993), met foto's van Patrick De Spiegelaere
- Verrukkingen (1997), met een foto van Dirk Braeckman
- Kers op Tong (1999)
- Kiem p53 (1999)
- Revelation/Illumination/Vision/Johan Tahon (2000)
- Zing Zing, 7 gedichten Verhelst, 8 etsen Johan Tahon, Ergo Pers (2015)
- De Kunst van het Crashen, Antiquariaat De Slegte, Pau Groenendijk (2015)
- Voor het vergeten, Antiquariaat De Slegte, Pau Groenendijk (2018)
- Lichamen, Antiquariaat De Slegte, Pau Groenendijk (2022)
- Zabriskie, Antiquariaat De Slegte (2023)
- Flits, Uitgeverij Tungsten (2023)

### Geïllustreerde boeken
- Het Geheim van de Keel van de Nachtegaal (2008), geïllustreerd door Carll Cneut, uitg. De Eenhoorn
- De jongen, de neushoornvogel, de olifant, de tijger en het meisje (2015), geïllustreerd door Carll Cneut, uitg. De Eenhoorn
- De zeer vermoeide man en de vrouw die hartstochtelijk van bonsai hield (2016), geïllustreerd door Kaatje Vermeire, uitg. De Eenhoorn

### Samensteller Bloemlezingen
- Watou 2020, selectie poëzie voor kunstenfestival Watou, 2020, uitg. Borgerhoff & Lamberigts
- Watou 2021, selectie poëzie voor kunstenfestival Watou, 2021, uitg. Borgerhoff & Lamberigts
- Wij waar geen eind aan komt, 2021, keuze uit de poëzie van Stefan Hertmans, uitg Bezige Bij

## Voetnoten
1. ↑  Nieuwe literaire prijs voor Vlaamse schrijver Peter Verhelst. NOS (07 oktober 2018). Geraadpleegd op 5 december 2019.
2. ↑  Peter Verhelst - Constantijn Huygens-prijs. Literatuurmuseum. Geraadpleegd op 2 april 2022.
3. ↑  Dichter, schrijver en theatermaker Peter Verhelst wint Arkprijs van het Vrije Woord. vrtnws.be (29 maart 2022).
4. ↑  Peter Verhelst - De Bezige Bij. https://www.debezigebij.nl/. Geraadpleegd op 2 april 2022.
5. ↑  Sander Pleij, ‘op engagement zul je mij niet betrappen’ peter verhelst. De Groene Amsterdammer (20 november 1996). Geraadpleegd op 7 december 2018.
6. ↑  Peter Verhelst laureaat 9de Poëzieprijs Melopee Laarne. Poëzieprijs Melopee (14 november 2017). Gearchiveerd op 5 december 2019. Geraadpleegd op 5 december 2019.
7. ↑  Ultimas laureaten 2018. Ultimas (5 februari 2019). Geraadpleegd op 8 februari 2019.

- Bibsys: 1031535
- Bibliothèque nationale de France: cb13772129q (data)
- Digitale Bibliotheek voor de Nederlandse Letteren: verh027
- Gemeinsame Normdatei: 122498585
- International Standard Name Identifier: 0000 0000 3475 8531
- Library of Congress Control Number: n95098918
- MusicBrainz: 8b7a9fcd-0fc3-4926-8903-90681fac334e
- Nationale Bibliotheek van Tsjechië: mub2015865835
- Nederlandse Thesaurus van Auteursnamen: 073323888
- Istituto Centrale per il Catalogo Unico: PUVV178424
- LIBRIS: 342594
- Système universitaire de documentation: 121603458
- Virtual International Authority File: 7571214
- WorldCat: E39PBJgRWqrDr8GJkPYkDWGyh3